# Townes Van Zandt
John Townes Van Zandt, född 7 mars 1944 i Fort Worth, Texas, död 1 januari 1997 i Smyrna, Tennessee, var en amerikansk sångare och låtskrivare inom folk- och countrymusik.
Under sin drygt 30 år långa karriär var hans kommersiella framgångar små. Hans musik vann dock ett större erkännande bland andra folk- och countrymusiker. Till artister som gjort covers på hans låtar hör bland andra Merle Haggard, Willie Nelson, Emmylou Harris, Steve Earle, Nanci Griffith, Hoyt Axton, Azure Ray, Bobby Bare, Norah Jones, Tindersticks, Robert Plant och Cowboy Junkies.
Townes Van Zandt var gift tre gånger och fick tre barn, ett i första äktenskapet (John Townes "J.T." Van Zandt II) och två i tredje äktenskapet.
Van Zandt avled i hjärtarytmi till följd av långvarigt alkohol- och drogmissbruk.

## Diskografi
Studioalbum
- 1968 – For the Sake of the Song
- 1969 – Our Mother the Mountain
- 1969 – Townes Van Zandt
- 1971 – Delta Momma Blues
- 1972 – High, Low and in Between
- 1972 – The Late Great Townes Van Zandt
- 1978 – Flyin' Shoes
- 1987 – At My Window
- 1993 – The Nashville Sessions (inspelad 1973)
- 1994 – No Deeper Blue
- 1999 – A Far Cry from Dead
- 2001 – Texas Rain: The Texas Hill Country Recordings
- 2003 – In the Beginning
- 2013 – Sunshine Boy: The Unheard Studio Sessions & Demos 1971–1972

Livealbum
- 1977 – Live at the Old Quarter, Houston, Texas
- 1987 – Live and Obscure
- 1997 – The Highway Kind
- 1991 – Rain on a Conga Drum: Live in Berlin
- 1993 – Roadsongs
- 1993 – Rear View Mirror
- 1996 – Abnormal
- 1997 – Documentary
- 1999 – In Pain
- 2002 – A Gentle Evening with Townes Van Zandt
- 2002 – Absolutely Nothing
- 2001 – Live at McCabe's
- 2003 – Acoustic Blue
- 2004 – Live at the Jester Lounge, Houston, Texas, 1966
- 2004 – Rear View Mirror, Volume 2
- 2005 – Houston 1988: A Private Concert
- 2005 – Live at Union Chapel, London, England